# Pământ vegetal
Pământul vegetal formează stratul superior al solului. Are cea mai mare concentrație de materie organică și microorganisme și este stratul în care cea mai mare parte din activitatea biologică a Pământului se desfășoară.